# Kartuschlåda m/1895

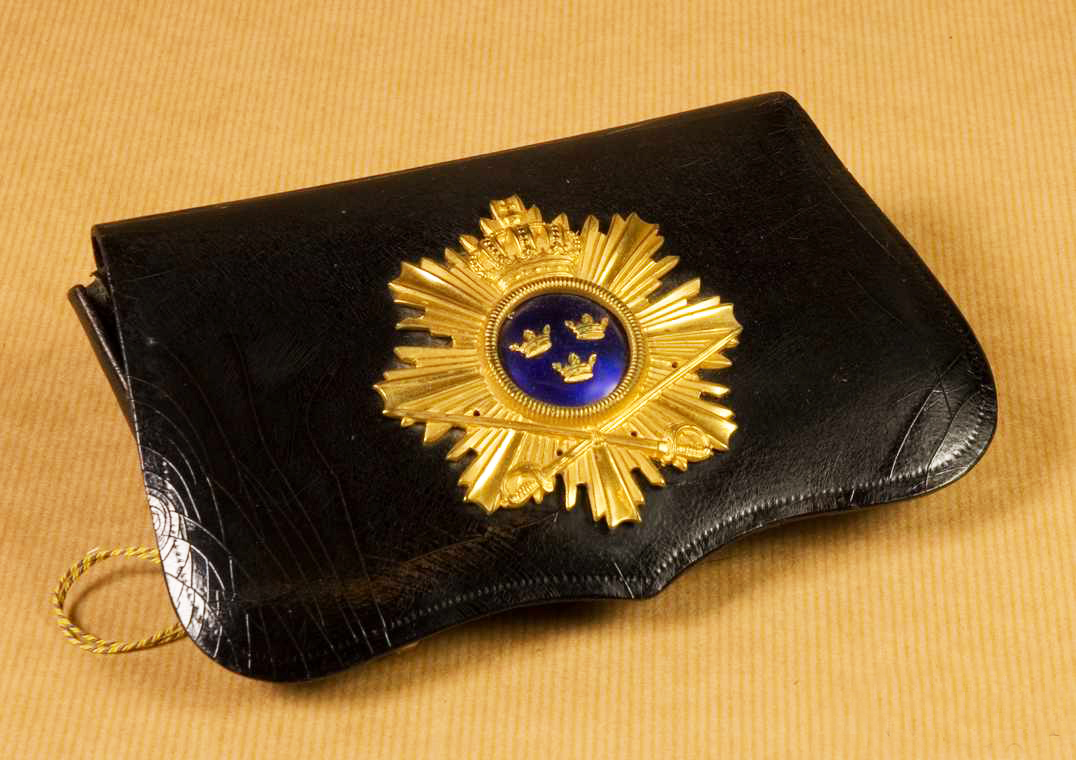
Kartuschlåda m/1895 för officer vid Livregementets dragoner (K 2).

Kartuschlåda m/1895 är en kartuschlåda som används inom Försvarsmakten.

## Utseende
Kartuschlåda m/1895 har ett lock i svart läder som i sin tur har en förgylld vapenplåt. Vapenplåten består av lilla riksvapnet krönt med kunglig krona, omgivet av en strålkrans formad till en åttauddig stjärna och därunder två korslagda sablar m/1893. För officerare vid dragon- och husarregementena förutom Livgardet till häst (K 1) är riksvapnet blåemaljerat.
Vid Livgardets kavalleri ska specialistofficerarnas kartuschlådor vara försedda med en silverfärgad rund plåt bakom vapenplåten.

### Kartuschrem
Kartuschlådan bärs i en kartuschrem av 50 mm silvergalon (guldgalon) för officerare, eller 43 mm vitt (gult) band för sergeanter (idag specialistofficerare) vilken skall vara instucken under vänster axelklaff respektive epålett, så att kartuschlådan hänger vågrätt på ryggen strax ovanför skärpet.
| Reg:te                            | Galon (officer) | Band (sergeant) | Spänne | Foder                      |
| --------------------------------- | --------------- | --------------- | ------ | -------------------------- |
| Livgardet till häst (K 1)         | Silver          | Vitt            | Silver | Mellanblått, något ljusare |
| Livregementets dragoner (K 2)     | Silver          | Vitt            | Guld   | Mellanblått, något ljusare |
| Livregementets husarer (K 3)      | Silver          | Vitt            | Guld   | Mörkblått                  |
| Smålands husarregemente (K 4)     | Guld            | Gult            | Guld   | Mörkblått                  |
| Skånska husarregementet (K 5)     | Guld            | Gult            | Guld   | Mörkblått                  |
| Skånska dragonregementet (K 6)    | Silver          | Vitt            | Guld   | Mellanblått, något ljusare |
| Kronprinsens husarregemente (K 7) | Guld            | Gult            | Guld   | Mörkblått                  |
| Norrlands dragonregemente (K 8)   | Silver          | Vitt            | Guld   | Mellanblått, något ljusare |

## Användning
Historiskt har kartuschlådan använts till uniform m/1895 vid samtliga dragon- och husarregementen av officerare och underofficerare i Sverige, med officerare vid Livgardet till häst (K 1) som undantag. I dag används den av specialistofficerare vid Livgardets kavalleri och Livgardets dragonmusikkår till vapenrock m/1895 vid både liten och stor parad, dock ej daglig dräkt. Kartuschen bärs ej till eller under kappa.
Kavalleriofficerare vid Livgardet (före detta Livgardets dragoner (K 1)) bär kartuschlåda m/1847.

## Fotografier

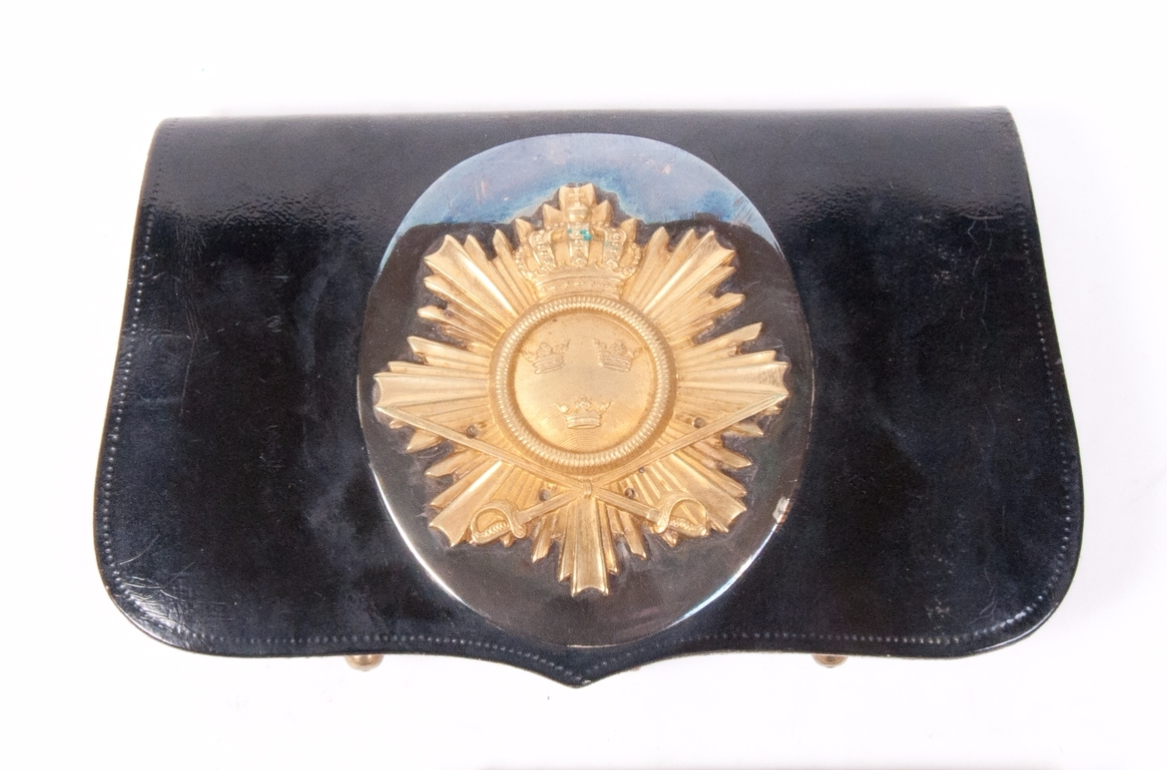
Kartuschlåda m/1895 för specialistofficer vid Livgardets kavalleridel (f.d. K 1).
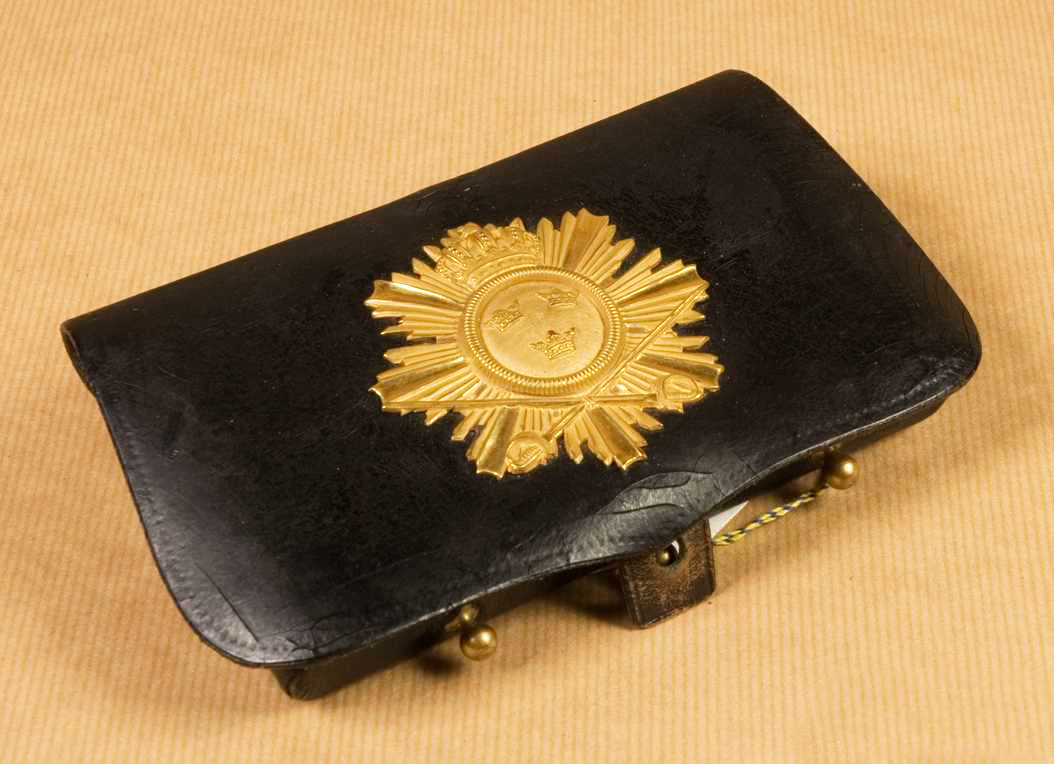
Kartuschlåda m/1895 för underofficer.
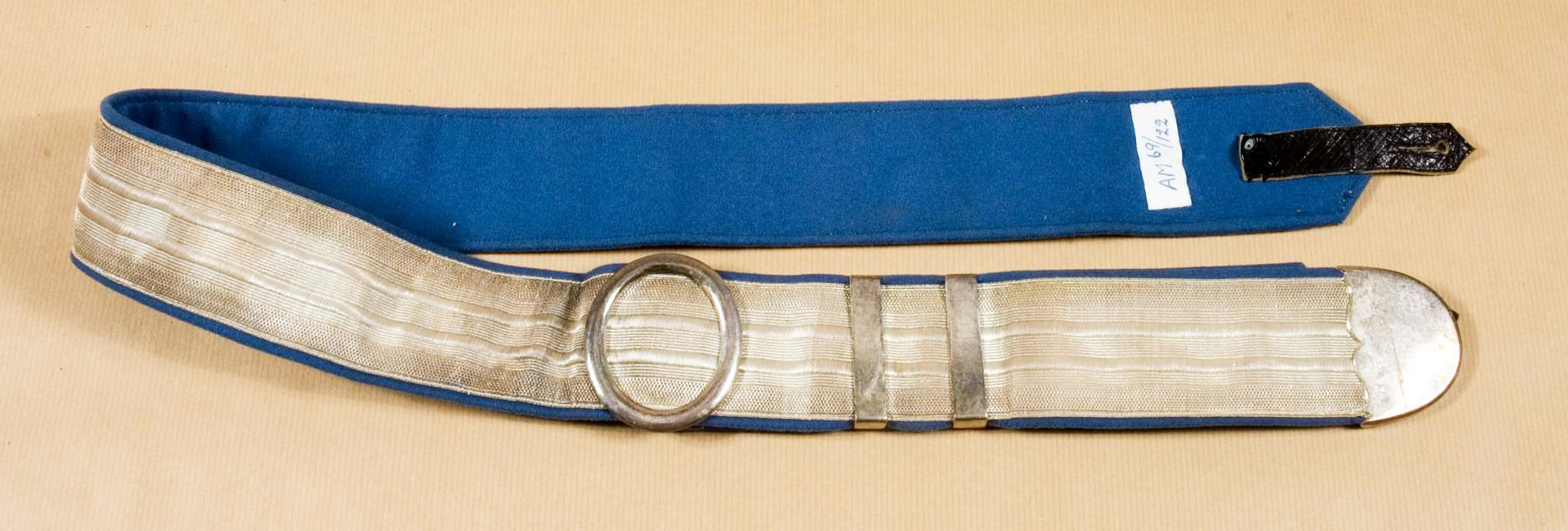
Rem i 50 mm silvergalon till kartuschlåda m/1895 för officerare.
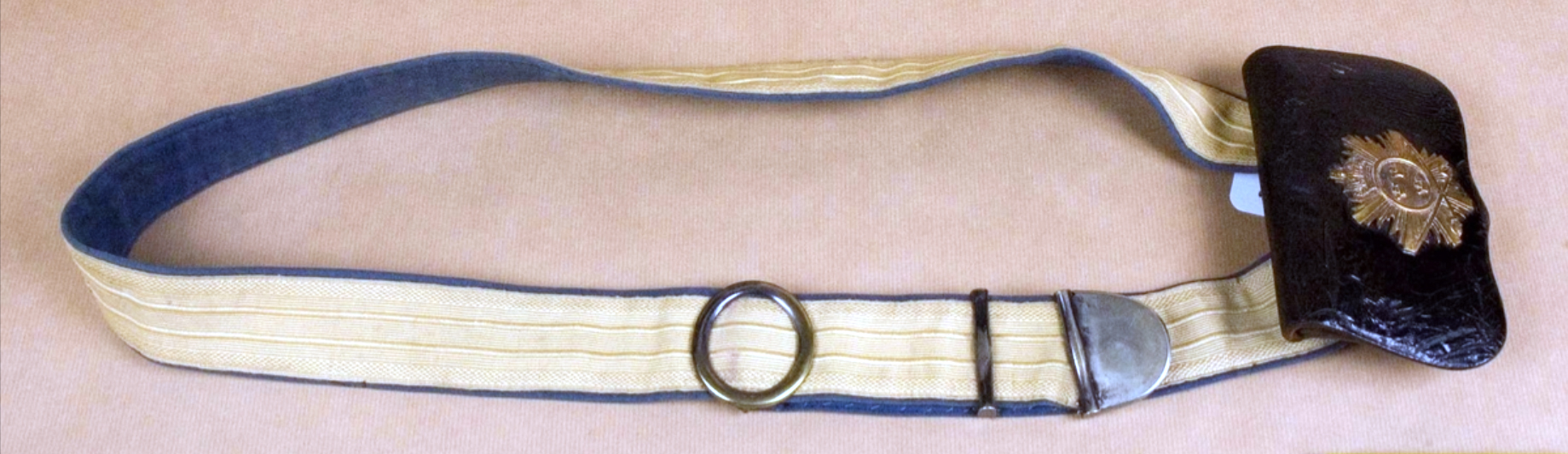
Kartuschlåda m/1895 med kartuschrem i vitt band för sergeant vid Livgardet till häst (K 1).